# Juanín
Juan Fernández Ayala (Potes, Liébana, Cantabria 27 de noviembre de 1917-24 de abril de 1957), alias Juanín, fue  un guerrillero y maqui cántabro.

## Biografía
Nacido dentro de una familia humilde, hijo de José y Paula, es bautizado en la iglesia de San Vicente por el párroco don Cecilio. Con pocos años de edad se traslada junto a su familia a Vega de Liébana. A los once años, en 1928, debido a la enfermedad de su padre y a las penurias económicas de la familia comienza a trabajar. En el año 1934 con 17 años se inscribe como militante en las Juventudes Socialistas Unificadas coincidiendo con otro histórico militante llamado Lorenzo Sierra.

### Alzamiento militar y guerra civil
Tras el alzamiento de 1936 se inscribe en Santander en la oficina de reclutamiento como voluntario del frente republicano en la guerra civil española. Pasa a formar parte de las milicias republicanas ingresando en el Batallón Ochandía. En el frente participa en diferentes combates demostrando gran valor.
En el mes de agosto de 1937 en plena retirada de sus posiciones tras la caída de la entonces provincia de Santander a manos de las tropas sublevadas, coincide con Segundo Báscones que se convertiría en su cuñado al casarse con su hermana María. Juntos se embarcan en un barco que les conduce a las cercanías de Ribadesella para unirse al frente asturiano. Juanín regresa a La Vega entregándose a las fuerzas franquistas. Se le acusa de entre otras cosas de haber incendiado y dinamitado el 31 de agosto de 1937 en la localidad de Potes.
Tras entregarse, es trasladado a Santander siendo procesado por un Consejo de Guerra y siendo condenado a muerte. En este estado Juanín pide ayuda a su hermano José, camisa vieja de Falange. José intercede por él y la pena es conmutada por una pena de 12 años de prisión.

### Posguerra
Cumple condena en la prisión de Tabacalera y en la provincial de Santander. En 1941 se le traslada a la prisión de Portacoeli en Valencia. En 1943, merced a una amnistía queda en libertad vigilada. Tras quedar libre en 1943 regresa a Potes para trabajar en el Patronato de Regiones Devastadas. Al estar en libertad vigilada tiene que personarse en el cuartel de la Guardia Civil semanalmente. Al estar todavía en contacto con activistas políticos muchas de las visitas acaban en interrogatorios para intentar sacarle información sobre el Socorro Rojo Internacional.

### Popular guerrillero

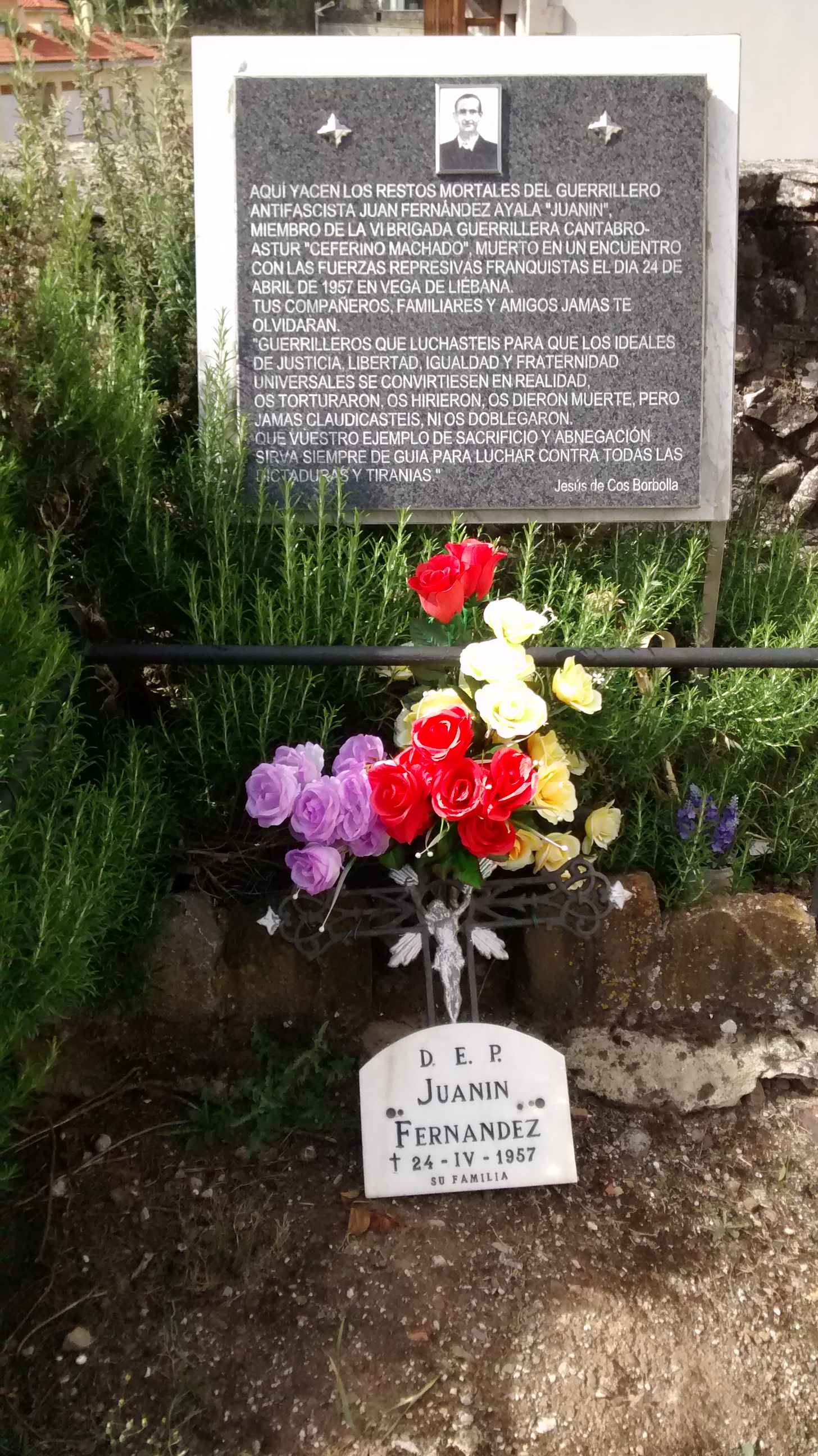
Tumba de Juan Fernández Ayala "Juanín", en el cementerio de Potes.

Decide pedir destino en el Salto del Nansa para espaciar sus visitas, para este fin pide ayuda a su hermano, Pepe el Falangista  (quien fue durante muchos años capataz de la empresa Chicho, que se dedicaba a la construcción y mantenimiento de las carreteras lebaniegas) pero le es denegado el traslado. El 22 de julio de 1943 sale del pueblo en dirección a las montañas. En el monte se une e incorpora a la Brigada Machado, dirigida por Ceferino Roiz apodado "Machado". Durante un tiempo permanece junto con los maquis (el concepto " maqui" proviene de épocas posteriores). A los guerrilleros antifranquistas se les conocía como " los del monte" o los " emboscados". Lorenzo Sierra, Manjón, Pedrín, Santiago Rey y Hermenegildo Campo (apodado "Gildo"). Muchos de sus compañeros morirán en diferentes enfrentamientos con la Guardia Civil, otros serán apresados y unos pocos, los más afortunados, lograrán exiliarse a Francia.
Entra en contacto con la familia Noriega de Canales gracias al encuentro casual con Pedro Noriega, hijo de Ángel Noriega compañero de "Juanín" en la prisión de Tabacalera. En ese momento la casa de la familia Noriega pasa a ser un escondite para los guerrilleros, además de ayudarlos logísticamente y sirviendo de enlaces con otros maquis. Pedro Noriega se casa con Avelina Fernández, hermana de "Juanín". Finalmente esta colaboración se deshace al ser detenidos la familia Noriega por ayudar a los guerrilleros en 1952.

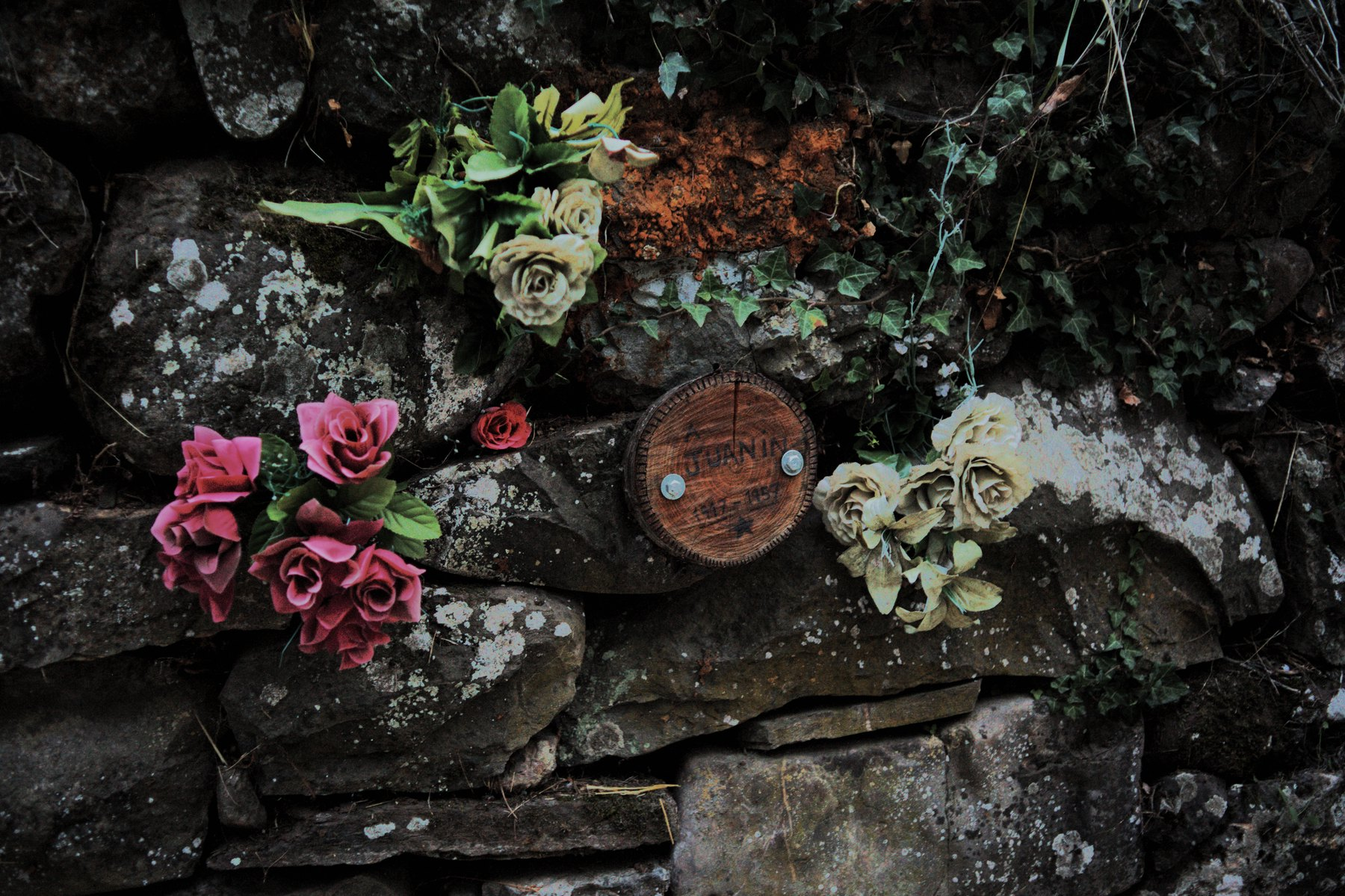
Homenaje a Juan Fernández Ayala "Juanín", el lugar de su muerte. Autor anónimo.

En 1952 queda en el monte con la única compañía de Paco Bedoya, hasta que en 1957 ambos pierden la vida. El 24 de abril de 1957 Juan Fernández Ayala pierde la vida en el lugar conocido como "La Curva del Molino" (43°5′39.63″N 4°38′36.94″O / 43.0943417, -4.6435944) siendo disparado por el guardia civil A. Leopoldo Rollán. Nunca se ha demostrado que fuera Rollán quien disparase sobre Juanín.  Hubo dos hipótesis acerca de su muerte: la primera fue una traición de su compañero Paco Bedoya. La otra fue que "los de Naroba" (las "Contrapartidas") le estaban esperando escondidos por haber tenido un chivatazo previo sobre el paso seguro de "Juanín" por "La Curva del Molino". Paco Bedoya moriría más tarde, en diciembre del mismo año, tras una trampa tendida por miembros de la Brigada Político-Social en complicidad con su cuñado San Miguel.
Las vidas, las incógnitas y las distintas historias que se han contado sobre Juan Fernández Ayala ("Juanín") y su compañero Francisco Bedoya ("Paco Bedoya"), fueron recopiladas y plasmadas en la obra "Juanín y Bedoya. Los últimos guerrilleros" (2007) escrita por el investigador cántabro Antonio Brevers.